# Autoplusia phocina
Autoplusia phocina là một loài bướm đêm trong họ Noctuidae.